# Championnat de France de football 1894
Navigation
Championnat 1895
Le championnat de France de football 1894 est la 1re édition du championnat de France organisé par l'Union des sociétés françaises de sports athlétiques (USFSA).
Elle a lieu entre le 15 avril 1894 et le 6 mai 1894 et oppose en phase à élimination directe six clubs de Paris et de sa proche banlieue.
Le Standard AC devient champion de France en s'imposant en finale contre les White Rovers.

## Préparation de l'événement

### Participants
| Club                         | Ville              | Participation |
| ---------------------------- | ------------------ | ------------- |
| Standard Athletic Club       | Paris              | 1er           |
| International Athletic Club  | Paris              | 1er           |
| White Rovers Football Club   | Paris              | 1er           |
| Cercle athlétique de Neuilly | Neuilly-sur-Seine  | 1er           |
| Club français                | Paris              | 1er           |
| Cercle pédestre d'Asnières   | Asnières-sur-Seine | 1er           |

| CP Asnières | Club français | Internat. AC | CA Neuilly | Standard AC | White Rovers |

### Formule
La compétition se déroule en phase à élimination directe. Quatre clubs, le Standard AC, l'International AC, les White Rovers et le CA Neuilly prennent part à un tour préliminaire, tandis que le Club français et le Cercle pédestre d'Asnières sont exemptés et commencent la compétition en demi-finale. En cas de match nul, celui-ci est à rejouer. Aucun changement n'est autorisé en cours de match. Un riche homme d'affaires américain amateur de sport, James Gordon Bennett, fait don d'un trophée pour le vainqueur de la compétition.
Le tirage au sort a lieu le mercredi 4 avril 1894. Il est prévu que les matchs aient lieu sur le terrain du Racing Club de France à Levallois place Collanges et rue Baudin.

## Compétition

### Tableau
|  | Premier tour                               | Premier tour                               | Premier tour                               | Premier tour                               |                                            |              | Demi-finales                               | Demi-finales                               | Demi-finales                               | Demi-finales                               |  |  | Finale                                               | Finale                                               | Finale                                               | Finale                                               |
|  |                                            |                                            |                                            |                                            |                                            |              |                                            |                                            |                                            |                                            |  |  |                                                      |                                                      |                                                      |                                                      |
|  | Dimanche 15 avril 1894, Bécon les Bruyères | Dimanche 15 avril 1894, Bécon les Bruyères | Dimanche 15 avril 1894, Bécon les Bruyères | Dimanche 15 avril 1894, Bécon les Bruyères |                                            |              | Dimanche 22 avril 1894, Bécon les Bruyères | Dimanche 22 avril 1894, Bécon les Bruyères | Dimanche 22 avril 1894, Bécon les Bruyères | Dimanche 22 avril 1894, Bécon les Bruyères |  |  | Dimanches 29 avril et 5 mai 1894, Bécon les Bruyères | Dimanches 29 avril et 5 mai 1894, Bécon les Bruyères | Dimanches 29 avril et 5 mai 1894, Bécon les Bruyères | Dimanches 29 avril et 5 mai 1894, Bécon les Bruyères |
|  | Dimanche 15 avril 1894, Bécon les Bruyères | Dimanche 15 avril 1894, Bécon les Bruyères | Dimanche 15 avril 1894, Bécon les Bruyères | Dimanche 15 avril 1894, Bécon les Bruyères |                                            |              | Dimanche 22 avril 1894, Bécon les Bruyères | Dimanche 22 avril 1894, Bécon les Bruyères | Dimanche 22 avril 1894, Bécon les Bruyères | Dimanche 22 avril 1894, Bécon les Bruyères |  |  | Dimanches 29 avril et 5 mai 1894, Bécon les Bruyères | Dimanches 29 avril et 5 mai 1894, Bécon les Bruyères | Dimanches 29 avril et 5 mai 1894, Bécon les Bruyères | Dimanches 29 avril et 5 mai 1894, Bécon les Bruyères |
|  | Standard AC                                |                                            |                                            |                                            |                                            |              | Dimanche 22 avril 1894, Bécon les Bruyères | Dimanche 22 avril 1894, Bécon les Bruyères | Dimanche 22 avril 1894, Bécon les Bruyères | Dimanche 22 avril 1894, Bécon les Bruyères |  |  | Dimanches 29 avril et 5 mai 1894, Bécon les Bruyères | Dimanches 29 avril et 5 mai 1894, Bécon les Bruyères | Dimanches 29 avril et 5 mai 1894, Bécon les Bruyères | Dimanches 29 avril et 5 mai 1894, Bécon les Bruyères |
|  |                                            |                                            |                                            |                                            |                                            |              | Dimanche 22 avril 1894, Bécon les Bruyères | Dimanche 22 avril 1894, Bécon les Bruyères | Dimanche 22 avril 1894, Bécon les Bruyères | Dimanche 22 avril 1894, Bécon les Bruyères |  |  | Dimanches 29 avril et 5 mai 1894, Bécon les Bruyères | Dimanches 29 avril et 5 mai 1894, Bécon les Bruyères | Dimanches 29 avril et 5 mai 1894, Bécon les Bruyères | Dimanches 29 avril et 5 mai 1894, Bécon les Bruyères |
|  | International AC                           | International AC                           | forfait                                    | forfait                                    |                                            |              | Dimanche 22 avril 1894, Bécon les Bruyères | Dimanche 22 avril 1894, Bécon les Bruyères | Dimanche 22 avril 1894, Bécon les Bruyères | Dimanche 22 avril 1894, Bécon les Bruyères |  |  | Dimanches 29 avril et 5 mai 1894, Bécon les Bruyères | Dimanches 29 avril et 5 mai 1894, Bécon les Bruyères | Dimanches 29 avril et 5 mai 1894, Bécon les Bruyères | Dimanches 29 avril et 5 mai 1894, Bécon les Bruyères |
|  | International AC                           | International AC                           | forfait                                    | forfait                                    | Standard AC                                | Standard AC  | 5                                          | 5                                          |                                            |                                            |  |  | Dimanches 29 avril et 5 mai 1894, Bécon les Bruyères | Dimanches 29 avril et 5 mai 1894, Bécon les Bruyères | Dimanches 29 avril et 5 mai 1894, Bécon les Bruyères | Dimanches 29 avril et 5 mai 1894, Bécon les Bruyères |
|  |                                            |                                            |                                            |                                            | Standard AC                                | Standard AC  | 5                                          | 5                                          |                                            |                                            |  |  | Dimanches 29 avril et 5 mai 1894, Bécon les Bruyères | Dimanches 29 avril et 5 mai 1894, Bécon les Bruyères | Dimanches 29 avril et 5 mai 1894, Bécon les Bruyères | Dimanches 29 avril et 5 mai 1894, Bécon les Bruyères |
|  |                                            |                                            | CP Asnières                                | CP Asnières                                | 0                                          | 0            |                                            |                                            |                                            |                                            |  |  | Dimanches 29 avril et 5 mai 1894, Bécon les Bruyères | Dimanches 29 avril et 5 mai 1894, Bécon les Bruyères | Dimanches 29 avril et 5 mai 1894, Bécon les Bruyères | Dimanches 29 avril et 5 mai 1894, Bécon les Bruyères |
|  |                                            |                                            |                                            |                                            | 0                                          | 0            |                                            |                                            |                                            |                                            |  |  | Dimanches 29 avril et 5 mai 1894, Bécon les Bruyères | Dimanches 29 avril et 5 mai 1894, Bécon les Bruyères | Dimanches 29 avril et 5 mai 1894, Bécon les Bruyères | Dimanches 29 avril et 5 mai 1894, Bécon les Bruyères |
|  |                                            | Dimanche 22 avril 1894, Bécon les Bruyères |                                            |                                            |                                            |              |                                            |                                            |                                            |                                            |  |  | Dimanches 29 avril et 5 mai 1894, Bécon les Bruyères | Dimanches 29 avril et 5 mai 1894, Bécon les Bruyères | Dimanches 29 avril et 5 mai 1894, Bécon les Bruyères | Dimanches 29 avril et 5 mai 1894, Bécon les Bruyères |
|  |                                            |                                            |                                            |                                            |                                            |              |                                            |                                            |                                            |                                            |  |  | Dimanches 29 avril et 5 mai 1894, Bécon les Bruyères | Dimanches 29 avril et 5 mai 1894, Bécon les Bruyères | Dimanches 29 avril et 5 mai 1894, Bécon les Bruyères | Dimanches 29 avril et 5 mai 1894, Bécon les Bruyères |
|  | Standard AC                                | Standard AC                                | 2                                          | 2                                          |                                            |              |                                            |                                            |                                            |                                            |  |  |                                                      |                                                      |                                                      |                                                      |
|  | Standard AC                                | Standard AC                                | 2                                          | 2                                          | Dimanche 15 avril 1894, Bécon les Bruyères |              |                                            |                                            |                                            |                                            |  |  |                                                      |                                                      |                                                      |                                                      |
|  |                                            |                                            | White Rovers                               | White Rovers                               | 2                                          | 0            |                                            |                                            |                                            |                                            |  |  |                                                      |                                                      |                                                      |                                                      |
|  | White Rovers                               | White Rovers                               | White Rovers                               | White Rovers                               | 2                                          | 0            | 13                                         | 13                                         |                                            |                                            |  |  |                                                      |                                                      |                                                      |                                                      |
|  | White Rovers                               | White Rovers                               |                                            |                                            |                                            |              |                                            |                                            |                                            |                                            |  |  |                                                      |                                                      |                                                      |                                                      |
|  | CA Neuilly                                 | CA Neuilly                                 | 0                                          | 0                                          |                                            |              |                                            |                                            |                                            |                                            |  |  |                                                      |                                                      |                                                      |                                                      |
|  | CA Neuilly                                 | CA Neuilly                                 | 0                                          | 0                                          | White Rovers                               | White Rovers | 1                                          | 1                                          |                                            |                                            |  |  |                                                      |                                                      |                                                      |                                                      |
|  |                                            |                                            |                                            |                                            | White Rovers                               | White Rovers | 1                                          | 1                                          |                                            |                                            |  |  |                                                      |                                                      |                                                      |                                                      |
|  |                                            |                                            | Club français                              | Club français                              | 0                                          | 0            |                                            |                                            |                                            |                                            |  |  |                                                      |                                                      |                                                      |                                                      |
|  |                                            |                                            |                                            |                                            | 0                                          | 0            |                                            |                                            |                                            |                                            |  |  |                                                      |                                                      |                                                      |                                                      |
|  |                                            |                                            |                                            |                                            |                                            |              |                                            |                                            |                                            |                                            |  |  |                                                      |                                                      |                                                      |                                                      |
|  |                                            |                                            |                                            |                                            |                                            |              |                                            |                                            |                                            |                                            |  |  |                                                      |                                                      |                                                      |                                                      |
|  |                                            |                                            |                                            |                                            |                                            |              |                                            |                                            |                                            |                                            |  |  |                                                      |                                                      |                                                      |                                                      |
|  |                                            |                                            |                                            |                                            |                                            |              |                                            |                                            |                                            |                                            |  |  |                                                      |                                                      |                                                      |                                                      |

### Premier tour
Les deux matchs du premier tour sont prévus pour le dimanche 15 avril 1894 sur le terrain du Racing Club de France à Levallois-Perret, entre le Standard AC et l'International AC, et entre le CA Neuilly et les White Rovers. L'issue des matchs ne fait pas de doute, les clubs s'étant déjà rencontrés plus tôt dans la saison, avec une victoire 16-0 du Standard face à l'International AC, et une victoire 8-0 des White Rovers face au CA Neuilly.
Au dernier moment, l'International AC déclare forfait, sans que la raison ne soit connue.
Le match entre les White Rovers et le CA Neuilly a finalement lieu sur le terrain de Bécon à Bécon les Bruyères. Le match est encore annoncé à Levallois-Perret sur le terrain du Racing Club dans le Galignani's Messenger le jour du match, mais les équipes n'y trouvent pas les poteaux et les drapeaux à leur arrivée, et s'accordent pour aller jouer à Bécon. Georges Caizac, dans Les Sports athlétiques, livre un résumé du match qu'il a lui-même joué, étant capitaine du CA Neuilly. Il y retranscrit les compositions des équipes. Le match a lieu devant une assistance « fort peu nombreuse ». Le CA Neuilly n'aligne pas tous ses titulaires, car plusieurs membres de l'équipe première ne daignent pas se déplacer à cause de la pluie. Ils sont remplacés par des membres de l'équipe seconde. Les White Rovers marquent en moins de cinq minutes, et, très supérieurs à leurs adversaires, mènent déjà 6-0 à la mi-temps. La plupart des joueurs du CA Neuilly cesse de réellement jouer en deuxième mi-temps. Par trois fois, le gardien du CA Neuilly laisse passer le ballon sans même essayer de l'arrêter. L'arbitre arrête le match sur le score de 13-0. Le Galignani's Messenger qualifie le match d'« absurdement inégal ».
À la demande des clubs engagés, les matchs suivants auront aussi lieu sur le terrain de Bécon.
Le même jour, le Standard AC, qui n'a pas pu jouer face à l'International AC, joue un match d'entrainement face au Club français, exempt et considéré comme l'outsider du championnat. Le Club français l'emporte deux buts à un et se place en candidat au titre face aux White Rovers et au Standard AC.
Feuilles de match
| Premier tour           | Standard AC | forfait | International AC | Bécon les Bruyères |
| Dimanche 15 avril 1894 |             |         |                  |                    |

| Premier tour                   | White Rovers                                                                              | 13 – 0  | CA Neuilly                                                                                               | Terrain de Bécon, Bécon les Bruyères               |                                                    |
| Dimanche 15 avril 1894 16 h 30 | buteurs inconnus                                                                          | (6 – 0) | | Arbitrage : S. Neek (touche : M. Queen et S. Wood) | Arbitrage : S. Neek (touche : M. Queen et S. Wood) |
| Dimanche 15 avril 1894 16 h 30 | [ 6 ]                                                                                     |         | | Arbitrage : S. Neek (touche : M. Queen et S. Wood) | Arbitrage : S. Neek (touche : M. Queen et S. Wood) |
| Dimanche 15 avril 1894 16 h 30 | Thomas - Cotton, Cox - Mac Bain, Exxell, Pullar - Rocques, J. Wood , Pares, Welton, Young | Équipes | Faucher - Duhamel, Barret - Février, L. Houdoux, Ed. Houdoux - Caizac , Meslin, Beauchamp, Joliet, Carle | Arbitrage : S. Neek (touche : M. Queen et S. Wood) | Arbitrage : S. Neek (touche : M. Queen et S. Wood) |

### Demi-finales
Les demi-finales ont lieu à Bécon les Bruyères le dimanche 22 avril 1894 l'une à la suite de l'autre, devant un public « assez nombreux ».
Le premier match oppose les White Rovers au Club français. Les Rovers sont favoris, mais les deux équipes s'avèrent être du même niveau. Le Club français « se défend avec une rare énergie », les White Rovers « ne s'attendant pas à tant de résistance ». Les Rovers finissent par marquer à quinze minutes de la fin du match par Mac Bain de la tête, sur un corner tiré par J. Wood, légèrement aidé par le vent,. Les meilleurs joueurs côté Club français furent Bernat, Bielby et Sanders, contre McBain, Wood et Cotton côté Rovers,.
Le deuxième match entre le Standard AC et le CP Asnières démarre dans la foulée. Contre toute attente, le CP Asnières tient tête au Standard pendant un quart d'heure avant de prendre un but par N. Tunmer. Le score n'est que de 1-0 à la mi-temps, sachant que le CP Asnières ne joue au football que depuis un mois et demi et avait pris 9-0 lors d'un premier match d'entrainement face au Standard. Le Standard AC l'emporte finalement par 5-0, mais ce résultat ne les place pas en position de favori pour la finale,. Le Galignani's Messenger prédit alors une « victoire facile » pour les White Rovers en finale.
Feuilles de match
| Demi-finale                    | White Rovers                                                                            | 1 – 0   | Club français                                                                                           | Terrain de Bécon, Bécon les Bruyères                            |                                                                 |
| Dimanche 22 avril 1894 14 h 55 | Mac Bain 75e                                                                            |         | | Arbitrage : Georges Caizac (touche : Mac Queen et G. Pelletier) | Arbitrage : Georges Caizac (touche : Mac Queen et G. Pelletier) |
| Dimanche 22 avril 1894 14 h 55 | [ 7 ]                                                                                   |         | | Arbitrage : Georges Caizac (touche : Mac Queen et G. Pelletier) | Arbitrage : Georges Caizac (touche : Mac Queen et G. Pelletier) |
| Dimanche 22 avril 1894 14 h 55 | Thomas - Cotton, Cox - Mac Bain, Exell, Pullar - Roques, J. Wood , Pares, Welton, Young | Équipes | L. Huteau - Bielby, Strittmater - C. Bernat, Daumy, Imbertis - Fraysse , André, Sanders, Bruno, Garnier | Arbitrage : Georges Caizac (touche : Mac Queen et G. Pelletier) | Arbitrage : Georges Caizac (touche : Mac Queen et G. Pelletier) |

| Demi-finale                    | Standard AC | 5 – 0   | CP Asnières | Terrain de Bécon, Bécon les Bruyères |                        |
| Dimanche 22 avril 1894 16 h 45 | N. Tunmer 15e ? · A. Tunmer ?                                                                                     | (1 – 0) | | Arbitrage : M. Sleator               | Arbitrage : M. Sleator |
| Dimanche 22 avril 1894 16 h 45 | [ 7 ] |         | | Arbitrage : M. Sleator               | Arbitrage : M. Sleator |
| Dimanche 22 avril 1894 16 h 45 | H. Wynn - E. Wynn, W. Attrill - T. Evans, J. Roscoe, E. Leguillard - Vines, Hicles, Hunter, A. Tunmer, N. Tunmer, | Équipes | P. Boissaux - Ducatez, E. Mestre - C. Ortollant, H. Delhumeau, H. Mornet - A. Jardin , R. Canac, G. Langrand, Daniel, G. Maillard | Arbitrage : M. Sleator               | Arbitrage : M. Sleator |

### Finale

#### Premier match
La finale entre le Standard AC et les White Rovers a lieu le dimanche 29 avril 1894 au terrain de Bécon. Au dernier moment, Georges Caizac, du CA Neuilly, désigné pour arbitrer, se récuse. Il est remplacé par Daumay, du Club français.
Les White Rovers gagnent le toss et décident de jouer la première mi-temps avec le soleil dans le dos. Les Rovers ouvrent le score par Wood d'un « tir splendide » sur une passe de Pears. Peu après, un coup dur touche les White Rovers. Mac Bain, pris de crampes violentes, doit quitter le terrain après quelques minutes de jeu. En l'absence de changements autorisés, les Rovers jouent tout le match à dix. N. Tunmer égalise dans la foulée sur une passe de Vines,. Les deux équipes sont à égalité un but partout à la mi-temps. Les Rovers reprennent l'avantage grâce à Roque et se dirigent vers le titre malgré leur infériorité numérique, mais le Standard égalise peu avant la fin du match par A. Tunmer,.

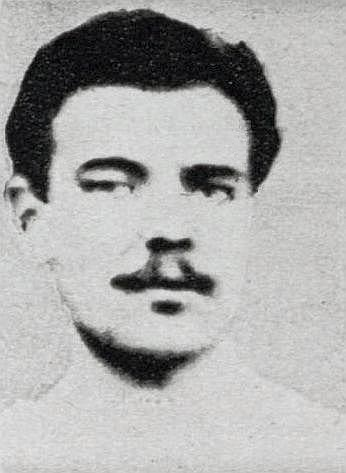
Alfred Tunmer, inter gauche du Standard AC.

Le capitaine du Standard propose de continuer le match pendant dix minutes, ce à quoi celui des Rovers s'oppose, ayant un joueur en moins. Ne connaissant pas le règlement de l'USFSA en cas d'égalité, l'arbitre proclame le match nul et décide de s'en référer au Comité de football, qui décidera lors de sa séance suivante de faire rejouer le match le dimanche suivant, toujours au terrain de Bécon. Une nouvelle fois, le Galignani's Messenger voit une victoire des Rovers, qui pourra rejouer à 11 contre 11.

#### Match à rejouer
La finale est rejouée le dimanche 6 mai 1894, toujours au terrain de Bécon, devant « de nombreux spectateurs » et par beau temps. Le Standard AC a profité du jeudi 3 mai, jour férié (Ascension), pour entrainer son attaque et essayer de nouvelles tactiques.
Le Standard débute face au soleil et au vent, ce qui ne les empêchent pas de dominer la partie. La ligne des demis des Rovers est de plus affaiblie par l'absence de Mac Bain, non remis de sa blessure de la semaine précédente, remplacé sans beaucoup de succès par Gamon. Dix minutes avant la mi-temps, le Standard est proche de marquer sur une tête de N. Tunmer, mais Thomas, le gardien des Rovers, repousse le ballon sur A. Tunmer, qui tire mais bute une nouvelle fois sur le gardien, sous les applaudissements du public ; le Standard récupère de nouveau le ballon et marque enfin par Hunter sur la troisième tentative, sous la « joie la plus bruyante et la plus excentrique » des supporters du Standard,.
Les Whites Rovers poussent en deuxième mi-temps mais butent sur la « forme splendide » de H. Wynn, le gardien adverse. La défense des Rovers finie par fatiguer face à la rapidité des ailiers du Standard AC , aidés par la pente du terrain qui leur est favorable. À deux minutes de la fin du match, Vines, l'ailier droit du Standard, dribble la défense des Rovers et marque un deuxième but pour son équipe, permettant au Standard AC de remporter le premier titre de champion de France à la surprise générale,, sous les acclamations des nombreuses personnes présentes, pour ce qui est la première défaite des White Rovers depuis la formation de l'équipe trois ans auparavant.
Les Sports athlétiques et la Revue athlétique réunis et le Galignani's Messenger se rejoignent dans la plupart des commentaires sur la prestation des joueurs. La victoire du Standard doit beaucoup à Vines, « de loin le meilleur avant du match », qui prit en main l'entrainement de l'attaque du Standard AC un mois auparavant, ce qui améliora nettement le jeu de l'ensemble de l'équipe,.
Côté Standard AC, l'arrière E. Wynn joua « remarquablement bien, sa manière de charger faisant mordre la poussière même aux plus lourds de ses adversaires »,, tandis que H. Wynn « prouva sa réputation de meilleur gardien de Paris ». Leur seul point faible fut la ligne de demi, dirigée au centre par J. Roscoe, joueur de rugby qui ne jouait au football que depuis trois semaines et qui eut du mal à se faire comprendre de son demi aile Leguillard, seul français de cette finale.
Côté Rovers, l'absence du demi centre Mac Bain fut préjudicable. Il fut remplacé par Gamon, qui « joua très mal ». L'avant Welton dû être remplacé par Wilson, qui « joua loin de son meilleur niveau », et ce qui contraint l'équipe à changer la disposition de sa ligne d'avant. Les meilleurs joueurs de l'équipe furent Thomas, Cox, Cotton, Exell, Pares et Wood. 
Le seul désaccord a lieu sur la performance du Français du Standard Leguillard, le Galignani's Messenger indiquant que « toute l'équipe joua excellemment ensemble, à l'exception de Leguillard ». Ce commentaire de la presse anglophone déplut fortement au Sports athlétiques, qui parle de « critique injuste » et n'hésite pas en retour à qualifier Leguillard de meilleur demi du match,.
Feuilles de match
| Finale                         | Standard AC                                                                                           | 2 – 2   | White Rovers                                                                          | Terrain de Bécon, Bécon les Bruyères |                                    |
| Dimanche 29 avril 1894 17 h 15 | N. Tunmer · A. Tunmer                                                                                 | (1 – 1) | Wood · Roque                                                                          | Arbitrage : Daumay (Club français)   | Arbitrage : Daumay (Club français) |
| Dimanche 29 avril 1894 17 h 15 | , |         |                                                                                       | Arbitrage : Daumay (Club français)   | Arbitrage : Daumay (Club français) |
| Dimanche 29 avril 1894 17 h 15 | H. Wynn - Attrill , E. Wynn - Hill, Roscoe, Le Guillard - Vines, Hicks, Hunter, A. Tunmer, N. Tunmer, | Équipes | Thomas - Cotton, Cox - Exell, Mac Bain, Pullar - Wood , Roque, Pares, Young, Welton,. | Arbitrage : Daumay (Club français)   | Arbitrage : Daumay (Club français) |

| Finale rejouée              | Standard AC | 2 – 0   | White Rovers                                                                             | Terrain de Bécon, Bécon les Bruyères |                                    |
| Dimanche 6 mai 1894 17 h 30 | Hunter 35e · Vines 88e                                                                                              | (1 – 0) |                                                                                          | Arbitrage : Daumay (Club français)   | Arbitrage : Daumay (Club français) |
| Dimanche 6 mai 1894 17 h 30 | , |         |                                                                                          | Arbitrage : Daumay (Club français)   | Arbitrage : Daumay (Club français) |
| Dimanche 6 mai 1894 17 h 30 | H. Wynn - Attrill , E. Wynn - Hill, J. Roscoe, E. Leguillard - S. Vines, O. Hicks, A. Hunter, A. Tunmer, N. Tunmer, | Équipes | Thomas - Cotton, Cox - Pullar, Exell, Gamon - Wilson, Pares, J. Wood , Young, F. Roques, | Arbitrage : Daumay (Club français)   | Arbitrage : Daumay (Club français) |